# (35272) 1996 RH10
1996 RH10 (asteroide 35272) é um asteroide troiano de Júpiter. Possui uma excentricidade de 0.07781630 e uma inclinação de 17.59108º.
Este asteroide foi descoberto no dia 7 de setembro de 1996 por Spacewatch em Kitt Peak.